# Carl Andrew Spaatz
Carl Andrew "Tooey" Spaatz (28. juni 1891 – 14. juli 1974) GBE var en amerikansk flyvergeneral i 2. Verdenskrig og den første stabschef for United States Air Force. 

## Tidlige år
Født "Carl Andrew Spatz",  Spaatz tilføjede et ekstra "a" i 1937 efter anmodning fra sin kone og døtre for at tydeliggøre udtalen af navnet, da mange udtalte det "spats", hvilket på engelsk betyder gamacher. Han tilføjede det ekstra "a" for at forlænge lyden så den lød som "ah", ligesom "a"-et i "father". (Navnet udtales således korrekt "Spahtz".)
Spaatz fik sit øgenavn på West Point fordi han lignede en anden rødhåret kadet, som hed F.J. Toohey.  Han fik sin eksamen i 1914, gjorde i kort tid tjeneste i infanteriet, men blev derpå overført til flyvesektionen  i Signalkorpset i oktober 1915.
Spaatz gjorde tjeneste i 1. rekognosceringseskadrille, som var tilknyttet general John J. Pershing under hans ekspedition til Mexico i 1916. Spaatz blev forfremmet til premierløjtnant i juli 1916 og til kaptajn i maj 1917.

## 1. Verdenskrig
Efter USA's indtræden i 1. Verdenskrig blev Spaatz sendt med American Expeditionary Forces (AEF) som leder af 31. Aero Squadron. Spaatz brugte det meste af krigen på at lede den amerikanske flyveskole ved Issoudun i Frankrig, men han var i kamp i tre uger i krigens sidste måneder. I denne korte periode nedskød Spaatz tre fjendtlige fly og blev tildelt  Distinguished Service Cross (DSC) mens han var ved 13. Aero Squadron. Spaatz blev midlertidigt forfremmet til major i luftstyrken i juni 1918.

## Mellemkrigsårene
I 1919 gjorde han tjeneste i California og Texas og blev vicechef for luftstyrkerne i det vestlige USA i juli 1919. Han blev degraderet til sin permanente rang af kaptajn den 27. februar 1920, blev blev igen forfremmet til major den 1. juli 1920. 
Som major havde han kommandoen over Kelly Field, Texas, fra 5. oktober 1920 til februar 1921, gjorde tjeneste på Fort Sam Houston som luftofficer for 8. Korps området indtil november 1921, og var kommanderende officer for 1. Operationsgruppe, først på Ellington Field, Texas, og senere på Selfridge Field, Michigan, indtil 24. september 1924. Han tog eksamen fra Air Corps Tactical School, Langley Field, Virginia, i juni 1925 og gjorde herefter tjeneste i kontoret ved chefen for luftkorpset i Washington, D.C.
Fra 1. – 7. januar 1929 satte Spaatz sammen med kaptajn Ira Eaker og Elwood Quesada, som senere begge blev højtstående flyvergeneraler, en flyverekord ved at holde flyet Question Mark i luften over Los Angeles i mere end 150 timer.
Fra 8. maj 1929 til 29. oktober 1931 havde Spaatz kommandoen over 7. bombergruppe på Rockwell Field, California, og derpå 1. bombereskadrille på March Field, California, indtil 10. juni 1933. Han gjorde derefter tjeneste på lederen af luftkorpsets kontor og blev chef for trænings- og operationsdivisionen. I august 1935 blev han optaget på Command and General Staff School på Fort Leavenworth, Kansas, og mens hans var der blev han forfremmet til oberstløjtnant. Han tog eksamen i juni 1936, og gjorde herefter tjeneste på Langley Field i staben for generalmajor Frank M. Andrews, chefen for luftvåbenets hovedkvarter, indtil januar 1939, hvor han vendte til januar 1939, hvor han vendte tilbage til kontoret for lederen af luftkorpset i Washington som assisterende næstkommanderende. 
I november 1939 blev Spaatz midlertidig udnævnt til oberst, og under slaget om England i 1940 tilbragte han adskillige uger i England som særlig militær observatør. I august 1940 blev han tilknyttet kontoret for chefen for luftkorpset og to måneder senere blev han udpeget til assistent for chefen for luftkorpset med midlertidig rang af brigadegeneral. Han blev leder af planlægningsdivisionen for luftkorpset i november 1940 og i juli året efter blev han udnævnt til chef for luftstaben i USAAF's hovedkvarter

## 2. Verdenskrig
General Spaatz blev udnævnt til chef for luftstyrkernes Combat Command i januar 1942 og udnævnt til midlertidig generalmajor. I maj 1942 blev Spaatz chef for 8. luftvåben og overført til dets hovedkvarter i England i juli. Spaatz fik tildelt den overordnede ledelse af USAAF i Europa samtidig med at han beholdt sin post som leder af 8. luftvåben. Han blev udnævnt til permanent oberst i september 1942 og efterfølgende udnævnt til chef for 12. luftvåben i Nordafrika i december 1942. Han blev udnævnt til leder af de allieredes luftvåben i Nordvestafrika i februar 1943, 15. luftvåben og RAF i Italien i november 1943 og USA's strategiske luftvåben i Europa i januar 1944. Spaatz blev udnævnt til midlertidig generalløjtnant i marts 1943.  
Som leder af de strategiske luftstyrker styrede Spaatz den amerikanske indsats i den strategiske bombekampagne mod Tyskland ved hjælp af 8. luftvåben, som nu blev ledet af generalløjtnant Jimmy Doolittle, med baser i England, og 15. luftvåben, som nu blev ledet af generalløjtnant Nathan Twining med baser i Italien.
| Citat                            | Det er svært at komme i tanke om en anden leder i USAAF, som havde tilstrækkelig indflydelse på general Eisenhower, til at afværge, så godt som Spaatz, de svinkeærinder som blev foreslået af Leigh-Mallory. Ligeledes er det svært at pege på nogen anden, som både kunne identificere oliemålene som de afgørende, og styrken til at reservere en del af de amerikanske strategiske luftstyrker til dem. | Citat |
| levnedsbeskriveren David R. Mets | |       |

Som leder af de strategiske luftstyrker i Europa var Spaatz underlagt general Dwight D. Eisenhower og var under opsyn af general Hap Arnold, USAAF's stabschef, og han fortsatte under general Arnolds ledelse i Stillehavet.  
I marts 1944 foreslog Spaatz Olieplanen og i juni 1944 under Operation Armbrøst at prioritere bombning af V-1 afskydningsramper rettet mod Storbritannien. Spaatz talte for og fik autorisation fra Eisenhower til at bombe disse mål med en lavere prioritet. Spaatz så også, at "… tanken om at een luftoperation kan afslutte krigen ... er en illusion", og gik ind for Transport planen "som fastholdt oliesystemet som højest prioriteret, men mere tydeligt gav det tyske jernbanenet 2. prioritet", hvilket fik Eisenhower til at afvise Luftministeriets frygt for at "fremstødet mod olieindustrien" kunne blive svækket. Spaatzs Olie Plan fik den højeste bombeprioritet i september 1944. 
Efter krigen sagde Eisenhower, at Spaatz sammen med general Omar Bradley, var en af de to amerikanske generaler, som havde bidraget mest til sejren i Europa.
Den 11. marts 1945 blev Carl Spaatz midlertidigt udnævnt til fuld general. Han blev overført til Stillehavet og overtog kommandoen over de amerikanske strategiske luftstyrker i Stillehavet med hovedkvarter på Guam, i juli 1945. Fra dette hovedkvarter ledede Spaatz den strategiske bombning af Japan, herunder nedkastningen af atombomberne over Hiroshima og Nagasaki. Spaatz havde været til stede i Reims da tyskerne kapitulerede til amerikanerne den 7. maj 1945, i Berlin da de kapitulerede til Sovjetunionen den 9. maj og om bord på slagskibet USS Missouri i Tokyobugten da japanerne kapitulerede den 1. september. Han var den eneste general, som var til stede ved alle disse tre begivenheder. 

## Senere liv
I juli 1945 nominerede præsident Truman Spaatz for forfremmelse til permanent rang af generalmajor. Spaatz blev udnævnt til kommanderende general for hærens luftstyrker i februar efter at hans ven general Henry H. Arnold var gået på pension. Efter etableringen af det uafhængige luftvåben i 1947 blev Spaatz udnævnt til dets første stabschef i september 1947.
Spaatz gik på pension fra militæret med rang af General den 30. juni 1948 og arbejdede for Newsweek som redaktør af militærstof indtil 1961. Han sad også i komiteen af højestrangerende rådgivere for luftvåbenets stabschef fra 1952 til sin død. Fra 1948 til 1959 fungerede han som National Commander of the Civil Air Patrol. I 1954 blev Spaatz udpeget til Kongressens rådgivende komite, som skulle afgøre hvor det nye luftvåbens akademi skulle placeres. Spaatz døde den 14. juli 1974 og ligger begravet på luftvåbenets akademis kirkegård i Colorado Springs, Colorado.